# Dehors novembre (film)

Dehors novembre est un court-métrage d'animation québécois de Patrick Bouchard réalisé en 2005 qui met en scène la chanson éponyme des Colocs.

## Résumé
Le film d'animation reprend la chanson des Colocs, mettant en image non pas les paroles mot pour mot mais transmettant l'ambiance. Dans une ruelle sombre, le spectateur suit plusieurs animaux nocturnes et des humains, un personnage à capuche adossé contre un arbre, les talons hauts d'une prostituée, les pneus d'une voiture noire.

## Contexte et création
La chanson Dehors novembre est écrite par André Fortin en 1998, en hommage à Patrick Esposito, harmoniciste des Colocs et mort du SIDA. Le film, tourné en 2004, reprend cette thématique et est, de plus, un second hommage pour André Fortin, qui a mis fin à ses jours en 2000. André Fortin et Patrick Bouchard venant tous les deux du Saguenay, la mort du premier a beaucoup touché et influencé le second.
Le film est composé de 17 000 photographies de marionnettes, et de la bande sonore de la chanson, modifiée pour les besoins du film. La famille d'André Fortin a accepté de céder les droits pour les besoins de la production.
Le film obtient en 2005 le prix Jutra du meilleur court métrage d'animation, deuxième prix Jutra du réalisateur, après Les Ramoneurs cérébraux en 2002.

## Fiche technique
- Titre original : Dehors novembre
- Réalisation : Patrick Bouchard
- Scénario : Marcel Jean
- Production : Michèle Bélanger
- Montage : Denis Lavoie
- Son : Olivier Calvert
- Musique : Dehors novembre par le groupe les Colocs
- Décors : Marcel Mercier, Kristine Girard
- Société de production : Office national du film du Canada (ONF)
- Pays d'origine :  Canada
- Genre : animation
- Durée : 7 minutes

## Récompenses et nominations

### Récompenses
- 2005 : prix Jutra du meilleur court-métrage d'animation
- 2006 : MovieSquad Award (Jury jeunesse), Holland Animation Film Festival (nl)[4]

### Nominations
- 2005 : prix Génie
- 2005 : en compétition au Festival international du film d'animation d'Annecy